# Josep Rovira
Josep Rovira Canals (Barcellona, 1902 – Parigi, 1968) è stato un politico e rivoluzionario spagnolo. Attivista comunista, militò nel Partito Operaio di Unificazione Marxista (Partido Obrero de Unification Marxista, "POUM") fino al dopoguerra, quando confluì nel Movimento Socialista della Catalogna (Moviment Socialista de Catalunya , "MSC").
Proveniente da una famiglia operaia, fin dall'età di 13 anni lavorò come muratore. In seguito, per evitare di andare a combattere nei possedimenti spagnoli in Marocco, riparò in Francia, dove conobbe il primo presidente della Generalitat de Catalunya, Francesc Macià.
Di ritorno in Catalogna, divenne attivista nel campo politico del socialismo rivoluzionario. Nel 1933, si unì al Blocco Operaio e Contadino (Bloque Obrer i Camperolo, "BOC"), una formazione comunista legata alla Opposizione di Destra, nella quale nell'aprile 1934 divenne membro del comitato esecutivo.
Nel 1935, in seguito alla fusione del BOC con la Sinistra Comunista di Spagna, si unì al neoformato POUM e fece parte del comitato esecutivo, oltre a guidarne il comitato militare. In questa veste, diresse le milizie poumiste durante gli scontri del 19 luglio del 1936 a Barcellona.
All'inizio della Guerra civile spagnola, il comitato esecutivo del POUM lo mandò in Aragona e lo designò comandante di tutte le milizie poumiste sui fronti di Saragozza e Huesca. Con questo incarico, a capo della Colonna Lenin (divenuta successivamente 29ª divisione, dopo la militarizzazione delle milizie) avanzò verso Huesca, dove dimostrò notevole capacità militare. Restò a capo di questa divisione fino al giugno del 1937, quando a seguito delle Giornate di Maggio di Barcellona e dell'arresto di Andrés Nin, decise di ritornare al quartier generale della capitale catalana, dove venne arrestato dalla polizia su ordine degli agenti sovietici dell'NKVD. Venne rilasciato dopo soli 20 giorni, su ordine diretto del Ministro della Difesa, ma nel frattempo la 29ª divisione venne sciolta ed i suoi effettivi destinati ad altri contingenti. Il POUM, in conseguenza della repressione, entrò in clandestinità.
Nell'ottobre del 1938, Rovira venne arrestato nuovamente con la falsa accusa di aver comandato i disordini del maggio barcellonese e di aver volontariamente, in combutta con i franchisti, fatto arretrare la sua divisione di fronte al nemico. Per queste accuse non venne processato, poiché Barcellona cadde in mano nemica pochi mesi dopo, e nel 1939 venne liberato con un colpo di mano da un gruppo armato poumista e fatto fuggire in Francia.
Qui, a seguito della formazione del Regime di Vichy e delle incarcerazioni ai danni dei militanti del POUM da parte dei nazisti, organizzò un canale di fuga, questa volta verso la Spagna.
Dopo la conferenza generale del POUM del 10 novembre 1940 a Tolosa, Rovira insieme ad altri suoi compagni decise la scissione della tendenza catalanista del partito, per fondare il Movimento Socialista della Catalogna, in esilio in Francia.
Rovira morì nel 1968 a Parigi e i suoi resti vennero traslati a Barcellona.